# Anni Vara

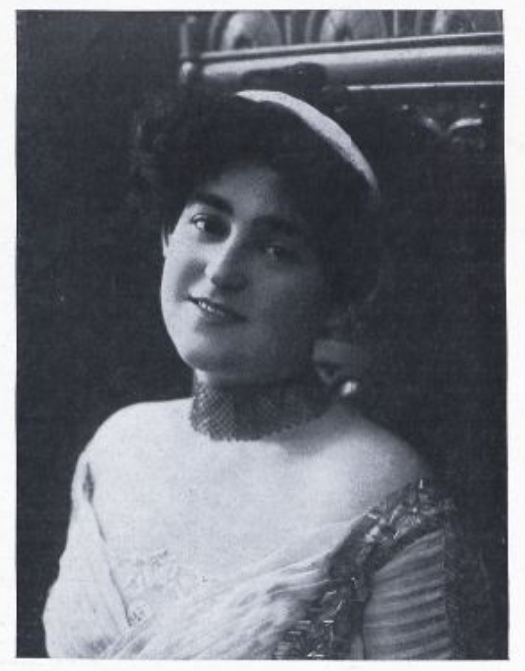
Anni Vara (Abb. Berliner Leben)

Anni Vara (* 1884 in Deutschland; † zwischen 1941 und 1945) war eine deutsche Bühnenschauspielerin. 

## Leben und Wirken
Anni Vara ging in Hannover zur Schule und war zeitweilig eine Mitschülerin von Claire Waldoff. Vara gab ihr Bühnendebüt 1902 am Stadttheater von Görlitz und spielte anschließend, bis 1905, an den städtischen Bühnen von Nürnberg und Magdeburg. 1906 ging sie für eine Spielzeit an das Figaro-Theater nach Berlin. Von 1907 bis 1910 war die Künstlerin Ensemblemitglied des Hamburger Stadttheaters, danach kehrte sie nach Berlin zurück, um für eine weitere Spielzeit am dortigen Original Parisiane-Ensemble aufzutreten. 1911 reiste Anni Vara nach New York, wo sie am Deutschen Theater auftrat. 1913 wechselte Vara für eine Saison an das Irving Place Theatre der Stadt am Hudson. 
Infolge des Kriegsbeginns 1914 kehrte die Schauspielerin ins Reich zurück und spielte bis Kriegsende 1918 am Deutschen Theater in Hannover und am Berliner Lustspielhaus. Kurz nach dem Ersten Weltkrieg ging sie nach Reval, wo sie am Deutschen Theater als Oberspielleiterin tätig war, und in die ostpreußische Hauptstadt Königsberg, wo sie sechs Jahre lang am Neuen Schauspielhaus auftrat. 1927 kehrte Annie Vara nach Berlin zurück, um einer Verpflichtung ans Staatstheater nachzukommen. Ihr letztes nachweisbares Festengagement führte Vara in der Spielzeit 1930/31 an das Englische Theater Deutscher Schauspieler in Berlin. 1933 geriet die jüdische Künstlerin im „Dritten Reich“ vollkommen ins Abseits. Vermutlich wurde sie in einem Konzentrationslager im Osten während des Zweiten Weltkriegs ermordet.